# Taifa

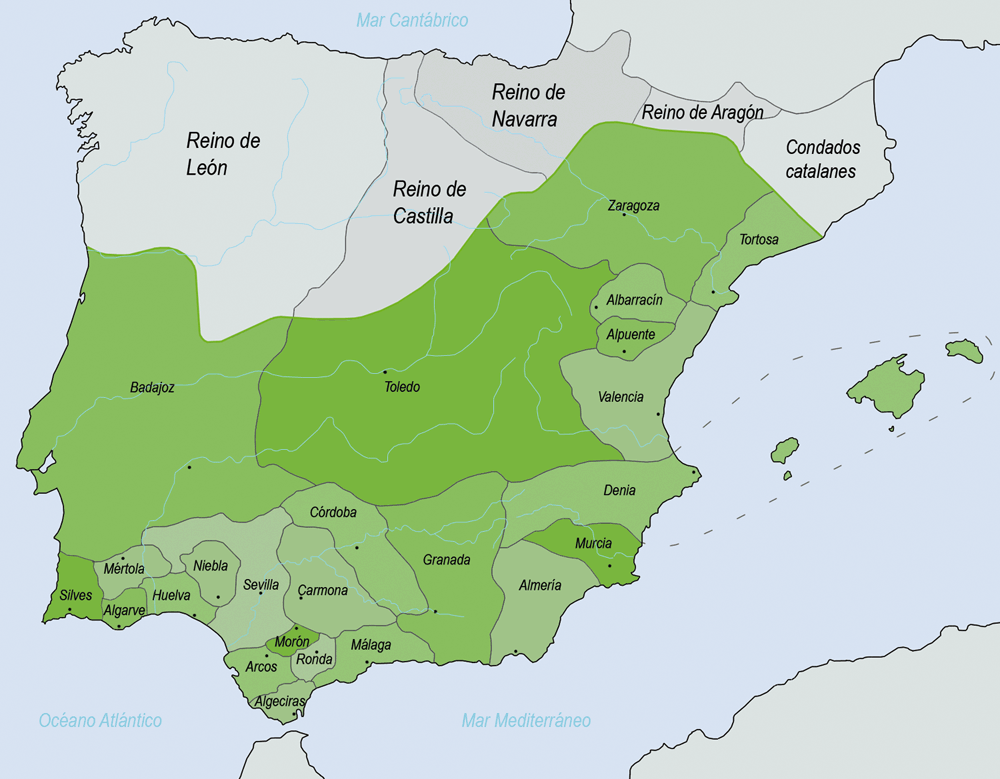
Taifa nel 1031

Con il termine taifa (in arabo  طائفة‎?, ṭā'ifa) sono indicati i piccoli Stati sorti nella penisola iberica a partire dal periodo di caos politico (Fitna di al-Andalus) apertosi con la deposizione del califfo di Cordova, Hishām II (1008) e l'assassinio di Abd al-Rahman Sanchuelo (1009). Negli anni successivi i regni di taifa si scontrarono con il califfato di Cordova sino alla deposizione, nel 1031, del suo ultimo sovrano Hisham III ibn Muhammad. Si parla a tal proposito di taifa del primo periodo. Successivamente, il termine taifa passò a designare gli Stati sorti in seguito all'indebolimento delle nuove potenze musulmane affermatesi nella penisola iberica, ovvero Almoravidi e Almohadi. Queste nuove entità politiche sono rispettivamente chiamate taifa del secondo e terzo periodo.

## Storia

Regni di Taifa nel 1037

Regni di Taifa nel 1080

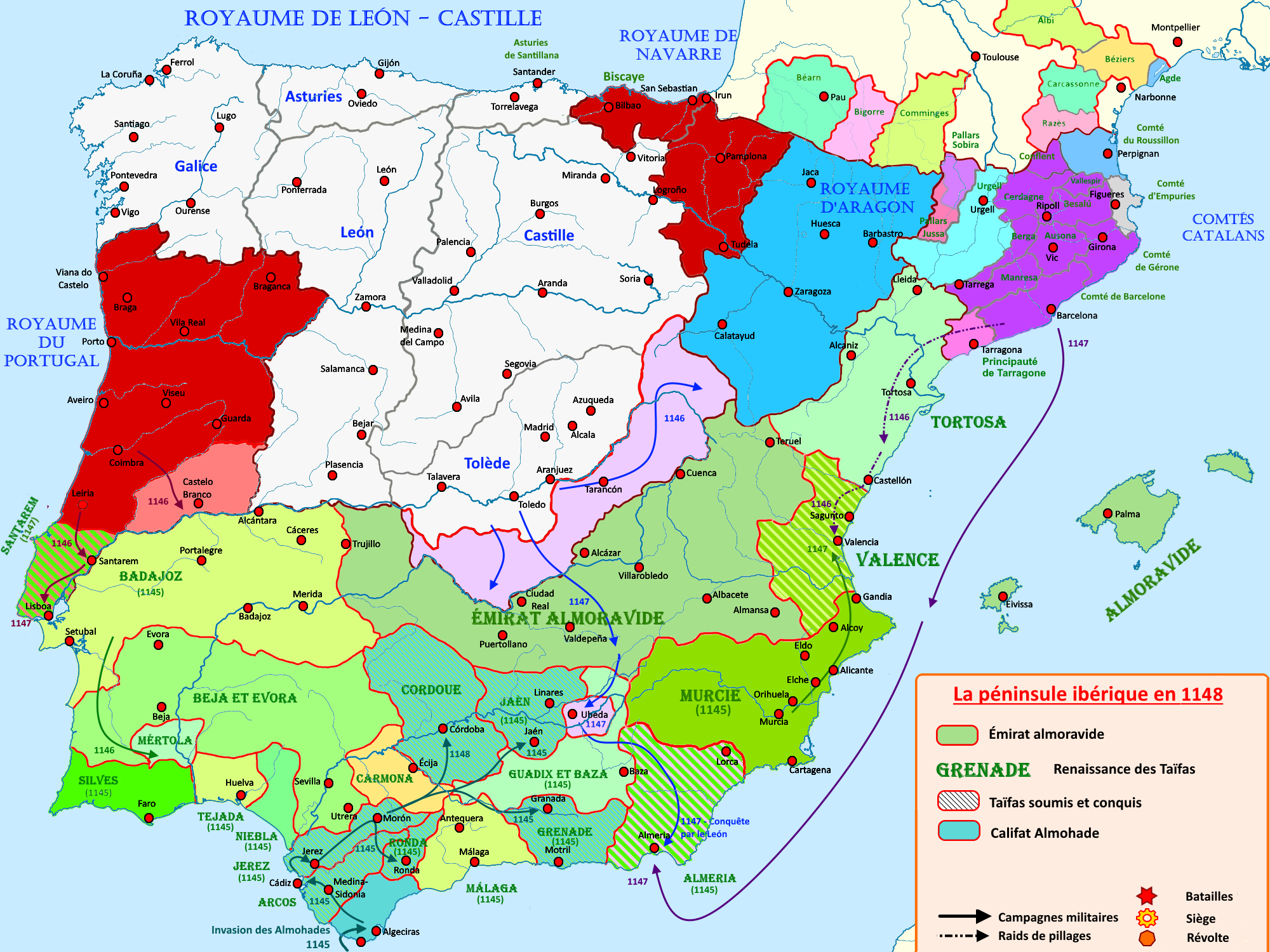
Regni di Taifa nel 1148

Durante il periodo di caos sopra citato, si resero indipendenti dal califfato: Almería, Murcia, Alpuente, Arcos, Badajoz, Carmona, Dénia, Granada, Huelva, Morón, Silves, Toledo, Tortosa, Valencia e Saragozza. Quando l'ultimo califfo, Hishām III, fu deposto e a Cordova fu proclamata la repubblica, tutte le province di al-Andalus, che ancora non lo erano, si autoproclamarono indipendenti e furono rette da famiglie arabe, berbere o di origine slava.
Taifa indicava la base familiare e tribale di questi regni; ogni taifa, all'inizio, si identificò con una famiglia, clan o dinastia: così si ebbe la taifa dei Giahwaridi a Cordova, degli amiridi (discendenti di Almanzor) a Valencia; degli Hudidi e dei Tugibidi a Saragozza; degli Aftasidi a Badajoz; dei Birzalidi a Carmona; degli Ziridi a Granada; degli Hammudidi ad Algeciras e a Malaga e degli Abbadidi a Siviglia.
Con il passare degli anni i regni di taifa di Siviglia (che aveva conquistato tutta l'Andalusia occidentale e parte di quella orientale), Badajoz, Toledo e Saragozza, costituirono le potenze islamiche della penisola iberica. Non avendo le truppe necessarie, i regni di taifa assoldavano truppe mercenarie, inclusi guerrieri cristiani (che servendo re musulmani, combattevano anche contro i re cristiani), come el Cid Campeador, per lottare contro gli Stati vicini o i regni cristiani del nord. Questi regni arrivarono ad essere più di trenta (sino a trentanove) e il loro numero proporzionale alla loro debolezza fu uno dei fattori che favorì la Reconquista cristiana della Spagna.
I regni di taifa si mantennero indipendenti sino all'inizio del XII secolo, quando la dinastia almoravide del Marocco li conquistò e li inglobò. Con il dissolvimento dell'impero almoravide, si ebbe un secondo periodo di regni di Taifa tra il 1144 ed il 1170, quando si impose, un'altra dinastia sempre proveniente dal Maghreb, che creò un altro impero magrebino-andaluso, quello degli Almohadi. Al termine del periodo almohade, dopo la Battaglia di Las Navas de Tolosa, del 1212, si ebbe un terzo periodo di regni di Taifa, di breve durata, che terminò con la fondazione del sultanato di Granada ad opera della dinastia nasride, che capitolò il 2 gennaio 1492, ponendo fine alla Reconquista.

## Emirati di Taifa
Emirati di Taifa negli anni:
- 1010 erano 7:
  - Almeria, Alpuente, Badajoz, Denia, Toledo, Tortosa, Valencia
- 1031 erano 21:
  - Albarracin, Almeria, Alpuente, Arcos, Badajoz, Carmona, Cordoba (Rep.), Denia, Granada, Malaga, Maiorca, Moron, Niebla, Salta, Sta Maria del Algarbe, Stviglia, Toledo, Tortosa, Valencia, Saragozza
- 1100 erano 6:
  - Albarracin, Alpuente, Badajoz, Maiorca, Molina, Saragozza
- 1145/47 erano 20:
  - Almeria, Arcos, Badajoz, Carmona, Constantina, Cordoba, Granada, Guadix, Jaen, Jerez, Malaga, Maiorca, Mertola, Murcia, Niebla, Purchena, Santera, Segura, Tavira, Valencia
- 1200 erano 1:
  - Maiorca
- 1226 erano 2:
  - Baeza, Denia
- 1230 erano 5:
  - Lorca, Malaga, Minorca, Murcia, Valencia
- 1240 erano 5:
  - Granada, Lorca, Minorca, Murcia, Niebla
- 1260 erano 4:
  - Granada, Minorca, Murcia, Niebla